# Jomfruhummer
Jomfruhummer (Nephrops norvegicus) eller bogstavhummer er en op til 24 cm lang storkrebs, der findes i Kattegat og Nordsøen. Jomfruhummeren er i modsætning til hummeren rød, og dens klosakse er af samme størrelse med rækker af torne. Den lever i gangsystemer i mudderbund i 25-250 meters dybde.
Jomfruhummeren er en delikatesse og fanges med trawl eller i  tejner. En stor del af fangsten går til eksport.